# Ушкатти (Росія)
Ушкатти́ (рос. Ушкатты) — село у складі Домбаровського району Оренбурзької області, Росія.
Стара назва — Ушкота.

## Населення
Населення — 96 осіб (2010; 271 у 2002).
Національний склад (станом на 2002 рік):
- казахи — 68 %